# 폰테누오바
폰테누오바(이탈리아어: Fonte Nuova)는 이탈리아 라치오주 로마현에 위치한 코무네다. 로마로부터 북동쪽 15km 거리에 있다.
이 코무네는 한때 멘타나에 속했던 토르 루파라 디 멘타나(Tor Lupara di Mentana)와 산타 루치아 디 멘타나(Santa Lucia di Mentana)의 작은 마을과 구이도니아몬테첼리오(Guidonia Montecelio)의 토르 루파라(Tor Lupara) 마을에서 2001년에 만들어졌다.